# Segrià
Le Segrià est une comarque de Catalogne dont la capitale est Lleida. C'est la comarque la plus peuplée de la province de Lérida et la seconde en superficie.

## Carte
| Anoia Bages Segarra Solsonès Conca de · Barberà Moianès Osona Berguedà Basse · Cerdagne Alt · Urgell Pallars · Sobirà Val d'Aran Alta · Ribagorça Pallars · Jussà Noguera Urgell Pla · d'Urgell Segrià Garrigues Alt · Penedès Baix · Llobregat Barcelonès Vallès · Occidental Maresme Vallès · Oriental Ripollès Garrotxa Alt Empordà Pla de · l'Estany Gironès Selva Baix · Empordà Garraf Baix · Penedès Tarragonès Alt · Camp Baix · Camp Priorat Ribera · d'Ebre Terra · Alta Baix Ebre MontsiàFrance Pyrénées-Orientales Ariège Haute · Garonne Andorre Aragon Communauté valencienneMer Méditerranée |

## Communes
| Commune                       | Habitants |
| ----------------------------- | --------- |
| Aitona                        | 2248      |
| Els Alamús                    | 734       |
| Albatàrrec                    | 1444      |
| Alcanó                        | 251       |
| Alcarràs                      | 5027      |
| Alcoletge                     | 1973      |
| Alfarràs                      | 3260      |
| Alfés                         | 318       |
| Alguaire                      | 3023      |
| Almacelles                    | 6056      |
| Almatret                      | 450       |
| Almenar                       | 3599      |
| Alpicat                       | 4984      |
| Artesa de Lleida              | 1414      |
| Aspa                          | 263       |
| Benavent de Segrià            | 1217      |
| Corbins                       | 1311      |
| Gimenells i el Pla de la Font | 1110      |
| La Granja d'Escarp            | 1056      |
| Llardecans                    | 570       |
| Lérida                        | 124 711   |
| Maials                        | 961       |
| Massalcoreig                  | 625       |
| Montoliu de Lleida            | 491       |
| La Portella                   | 815       |
| Puigverd de Lleida            | 1195      |
| Rosselló                      | 2268      |
| Sarroca de Lleida             | 430       |
| Seròs                         | 1900      |
| Soses                         | 1635      |
| Sudanell                      | 762       |
| Sunyer                        | 284       |
| Torrebesses                   | 297       |
| Torrefarrera                  | 2650      |
| Torres de Segre               | 2007      |
| Torre-serona                  | 353       |
| Vilanova de la Barca          | 1050      |
| Vilanova de Segrià            | 806       |

## Culture populaire
- Le film Nos soleils de Carla Simón, Ours d'Or à Berlin en 2022, est tourné à Alcarràs, dans la comarque du Segrià[1].
- La femme politique Soledad Estorach Esterri, fondatrice du mouvement Mujeres Libres, est née en 1915 à Albatàrrec, dans le Segrià[2].